# Veslanje na Azijskih igrah 2006
Veslanje se je na Azijskih igrah 2006 odvijalo v Dohi, Katar v West Bay Lagoon.  Tekmovanja so se odvijala med 3. in 7. decembrom 2006.

## Medalje

### Dobitniki medalj

#### Moški
| Event               | Zlato                                                               | Srebro                                                             | Bron                                                                            |
| Enojec              | Shin Eun-Chul                                                       | Bajranglal Takhar                                                  | Mihail Garnik                                                                   |
| Lahki enojec        | Wu Chongkui                                                         | Daisaku Takeda                                                     | Ruthtanaphol Theppibal                                                          |
| Dvojni dvojec       | Uzbekistan Vladimir Černenko Ruslan Naurzalijev                     | Južna Koreja Ham Jung-Wook Kim Dal-Ho                              | Ljudska republika Kitajska Cui Yonghui Su Hui                                   |
| Lahki dvojni dvojec | Japonska Hideki Omoto Takahiro Suda                                 | Tajska Anupong Thainjam Ruthtanaphol Theppibal                     | Indija Bijender Singh Kiran Yalamanchi                                          |
| Četverec            | Japonska Yuya Higashiyama Yu Kataoka Rokuroh Okumura Yoshinori Sato | Indija Satish Joshi Jenil Krishnan Dharmesh Sangwan Sukhjeet Singh | Indonezija Thomas Hallatu Iswandi Iswandi Jamalludin Jamaluddin Sumardi Sumardi |

#### Ženske
| Event                     | Zlato                                                              | Srebro                                                       | Bron                                                           |
| Enojec                    | Jin Ziwei                                                          | Ai Fukuchi                                                   | Pere Karoba                                                    |
| Lightweight single sculls | Xu Dongxiang                                                       | Lee Ka Man                                                   | Phuttharaksa Nikree                                            |
| Dvojni dvojec             | Ljudska republika Kitajska Li Qin Tian Liang                       | Južna Koreja Kim Ok-Kyung Shin Yeong-Eun                     | Kazahstan Inga Dudčenko Marija Filimonova                      |
| Lahki dvojni dvojec       | Uzbekistan Zarrina Ganieva Sevara Ganieva                          | Japonska Akiko Iwamoto Eri Wakai                             | Tajska Phuttharaksa Nikree Bussayamas Phaengkathok             |
| Četverec                  | Ljudska republika Kitajska Cheng Ran Gao Yanhua Mu Suli Yu Chengxi | Severna Koreja Kang Kum-Sun Kim Ok-Bun Kim Ryon-Ok Yu Sun-Ok | Južna Koreja Eom Mi-Seon Im Eun-Seon Kim Soon-Rye Min Su-Hyoun |

### Razpredelnica medalj
| Mesto | Država                     | Zlato | Srebro | Bron | Skupaj |
| 1     | Ljudska republika Kitajska | 5     | 0      | 1    | 6      |
| 2     | Japonska                   | 2     | 3      | 0    | 5      |
| 3     | Uzbekistan                 | 2     | 0      | 0    | 2      |
| 4     | Južna Koreja               | 1     | 2      | 1    | 4      |
| 5     | Indija                     | 0     | 2      | 1    | 3      |
| 6     | Tajska                     | 0     | 1      | 3    | 4      |
| 7     | Hongkong                   | 0     | 1      | 0    | 1      |
| 7     | Severna Koreja             | 0     | 1      | 0    | 1      |
| 9     | Kazahstan                  | 0     | 0      | 2    | 2      |
| 9     | Indonezija                 | 0     | 0      | 2    | 2      |

## Moški

### Enojec
3. december - 1. skupina
| Veslači             | Država                     | Čas     |
| ------------------- | -------------------------- | ------- |
| Chen Zheng          | Ljudska republika Kitajska | 4:08.73 |
| Kang Jin-Chol       | Severna Koreja             | 4:19.55 |
| Bahadir Davletjarov | Uzbekistan                 | 4:24.47 |
| Hamad Al-Adham      | Katar                      | 6:04.29 |

3. december - 2. skupina
| Veslači        | Država     | Čas     |
| -------------- | ---------- | ------- |
| Mikhail Garnik | Kazahstan  | 4:10.18 |
| Jose Rodriguez | Filipini   | 4:12.73 |
| Lasmin Lasmin  | Indonezija | 4:14.77 |
| Maqbool Ali    | Pakistan   | 4:32.71 |

3. december - 3. skupina
| Veslači           | Država   | Čas     | Shin Eun-Chul | Južna Koreja | 4:05.55 |
| Bajranglal Takhar | Indija   | 4:09.64 |               |              |         |
| Chow Kwong Wing   | Hongkong | 4:24.97 |               |              |         |
| Read Al-Failakawi | Kuvajt   | 5:23.71 |               |              |         |

4. december - repesaž 1
| Veslači             | Država     | Čas     |
| ------------------- | ---------- | ------- |
| Lasmin Lasmin       | Indonezija | 3:24.88 |
| Bahadir Davletjarov | Uzbekistan | 3:26.41 |
| Read Al-Failakawi   | Kuvajt     | 3:56.21 |

4. december - repesaž 2
| Veslači         | Država   | Čas     |
| --------------- | -------- | ------- |
| Chow Kwong Wing | Hongkong | 3:30.81 |
| Maqbool Ali     | Pakistan | 3:38.26 |
| Hamad Al-Adham  | Katar    | 4:32.94 |

5. december - A/B polfinale 1
| Veslači        | Država         | Čas     |
| -------------- | -------------- | ------- |
| Shin Eun-Chul  | Južna Koreja   | 3:15.51 |
| Mikhail Garnik | Kazahstan      | 3:20.19 |
| Kang Jin-Chol  | Severna Koreja | 3:22.70 |
| Lasmin Lasmin  | Indonezija     | 3:27.91 |

5. december - A/B polfinale 2
| Veslači           | Država                     | Čas     |
| ----------------- | -------------------------- | ------- |
| Chen Zheng        | Ljudska republika Kitajska | 3:15.27 |
| Bajranglal Takhar | Indija                     | 3:20.11 |
| Chow Kwong Wing   | Hongkong                   | 3:24.88 |
| Jose Rodriguez    | Filipini                   | 3:25.90 |

7. december - Finale C
| Veslači             | Država     | Čas     |
| ------------------- | ---------- | ------- |
| Bahadir Davletjraov | Uzbekistan | 4:00.50 |
| Maqbool Ali         | Pakistan   | 4:12.70 |
| Read Al-Failakawi   | Kuvajt     | 4:39.85 |
| Hamad Al-Adham      | Katar      | 4:50.60 |

7. december - Finale B
| Veslači         | Država         | Čas     |
| --------------- | -------------- | ------- |
| Kang Jin-Chol   | Severna Koreja | 3:56.23 |
| Chow Kwong Wing | Hongkong       | 3:58.62 |
| Jose Rodriguez  | Filipini       | 4:00.29 |
| Lasmin Lasmin   | Indonezija     | 4:18.73 |

7. december - Finale A
| Veslači           | Država                     | Čas     |
| ----------------- | -------------------------- | ------- |
| Shin Eun-Chul     | Južna Koreja               | 3:38.04 |
| Bajranglal Takhar | Indija                     | 3:39.43 |
| Mihail Garnik     | Kazahstan                  | 3:44.58 |
| Chen Zheng        | Ljudska republika Kitajska | 3:45.62 |

### Lahki enojec
3. december - Skupina 1
| Veslači             | Država                     | Čas     |
| ------------------- | -------------------------- | ------- |
| Daisaku Takeda      | Japonska                   | 4:16.35 |
| Wu Chongkui         | Ljudska republika Kitajska | 4:21.79 |
| Hao Phan Thanh      | Vietnam                    | 4:49.90 |
| Abdullah Al-Muhanna | Kuvajt                     | 5:32.47 |

3. december - Skupina 2
| Veslači          | Država     | Čas     |
| ---------------- | ---------- | ------- |
| Artjom Kudrjašov | Uzbekistan | 4:29.87 |
| Nilo Cordova     | Filipini   | 4:43.08 |
| Mahmoud Piltan   | Iran       | 4:50.82 |
| Jabir Al-Kubaisi | Katar      | 7:22.37 |

3. december - Skupina 3
| Veslači                | Država    | Čas     |
| ---------------------- | --------- | ------- |
| Ruthtanaphol Theppibal | Tajska    | 4:18.55 |
| Pavel Prihodko         | Kazahstan | 4:21.54 |
| Hamza Jaber            | Irak      | 4:25.88 |
| Kanishka Jayaratne     | Šrilanka  | 4:47.39 |

3. december - Skupina 4
| Veslači             | Država         | Čas     |
| ------------------- | -------------- | ------- |
| Anil Kumar Mehrolia | Indija         | 4:21.68 |
| Lau Hiu Fung        | Hongkong       | 4:23.60 |
| Muhammad Akram      | Pakistan       | 4:44.97 |
| Mun Yong-Chol       | Severna Koreja | 4:55.01 |

4. december - Repesaž 1
| Veslači        | Država         | Čas     |
| -------------- | -------------- | ------- |
| Mun Yong-Chol  | Severna Koreja | 3:28.30 |
| Pavel Prihodko | Kazahstan      | 3:33.61 |
| Mahmoud Piltan | Iran           | 3:43.51 |

4. december - Repesaž 2
| Veslači             | Država   | Čas     |
| ------------------- | -------- | ------- |
| Hamza Jaber         | Irak     | 3:24.83 |
| Lau Hiu Fung        | Hongkong | 3:27.48 |
| Abdullah Al-Muhanna | Kuvajt   | 3:55.01 |

4. december - Repesaž 3
| Veslači          | Država                     | Čas     |
| ---------------- | -------------------------- | ------- |
| Wu Chongkui      | Ljudska republika Kitajska | 3:21.56 |
| Muhammad Akram   | Pakistan                   | 3:34.78 |
| Jabir Al-Kubaisi | Katar                      | 4:55.38 |

4. december - Repesaž 4
| Veslači            | Država   | Čas     |
| ------------------ | -------- | ------- |
| Phan Thanh Hao     | Vietnam  | 3:26.01 |
| Nilo Cordova       | Filipini | 3:28.94 |
| Kanishka Jayaratne | Šrilanka | 3:44.55 |

5. december - C/D polfinale 1
| Veslači          | Država   | Čas     |
| ---------------- | -------- | ------- |
| Lau Hiu Fung     | Hongkong | 3:19.83 |
| Nilo Cordova     | Filipini | 3:27.11 |
| Mahmoud Piltan   | Iran     | 3:36.91 |
| Jabir Al-Kubaisi | Katar    | 5:00.76 |

5. december - C/D polfinale 2
| Veslači             | Država    | Čas     |
| ------------------- | --------- | ------- |
| Pavel Prihodko      | Kazahstan | 3:24.11 |
| Muhammad Akram      | Pakistan  | 3:27.11 |
| Kanishka Jayaratne  | Šrilanka  | 3:37.68 |
| Abdullah Al-Muhanna | Kuvajt    | 5:00.76 |

5. december - A/B polfinale 1
| Veslači             | Država                     | Čas     |
| ------------------- | -------------------------- | ------- |
| Daisaku Takeda      | Japonska                   | 3:11.69 |
| Wu Chongkui         | Ljudska republika Kitajska | 3:16.40 |
| Phan Thanh Hao      | Vietnam                    | 3:20.58 |
| Anil Kumar Mehrolia | Indija                     | 3:28.66 |

5. december - A/B polfinale 2
| Veslači                | Država         | Čas     |
| ---------------------- | -------------- | ------- |
| Ruthtanaphol Theppibal | Tajska         | 3:16.90 |
| Artjom Kudrjašov       | Uzbekistan     | 3:17.83 |
| Hamza Jaber            | Irak           | 3:20.28 |
| Mun Yong-Chol          | Severna Koreja | 3:26.56 |

7. december - Finale D
| Veslači             | Država   | Čas     |
| ------------------- | -------- | ------- |
| Kanishka Jayaratne  | Šrilanka | 4:04.89 |
| Mahmoud Piltan      | Iran     | 4:09.62 |
| Abdullah Al-Muhanna | Kuvajt   | 4:18.34 |
| Jabir Al-Kubaisi    | Katar    | 5:55.28 |

7. december - Finale C
| Veslači        | Država    | Čas     |
| -------------- | --------- | ------- |
| Pavel Prihodko | Kazahstan | 3:56.31 |
| Lau Hiu Fung   | Hongkong  | 4:03.56 |
| Muhammad Akram | Pakistan  | 4:06.65 |
| Nilo Cordova   | Filipini  | 4:08.56 |

7. december - Finale B
| Veslači             | Država         | Čas     |
| ------------------- | -------------- | ------- |
| Anil Kumar Mehrolta | Indija         | 3:56.31 |
| Phan Thanh Hao      | Vietnam        | 3:59.00 |
| Hamza Jaber         | Irak           | 3:59.39 |
| Mun Yong-Chol       | Severna Koreja | DNF     |

7. december - Finale A
| Veslači                | Država                     | Čas     |
| ---------------------- | -------------------------- | ------- |
| Wu Chongkui            | Ljudska republika Kitajska | 3:37.12 |
| Daisaku Takeda         | Japonska                   | 3:44.76 |
| Ruthtanaphol Theppibal | Tajska                     | 3:47.49 |
| Artjom Kudrjašov       | Uzbekistan                 | 3:49.88 |

### Dvojni dvojec
3. december - Skupina 1
| Veslači                                | Država                     | Čas     |
| -------------------------------------- | -------------------------- | ------- |
| Su Hui / Cui Yonghui                   | Ljudska republika Kitajska | 3:48.64 |
| Kim Dal-Ho / Ham Jung-Wook             | Južna Koreja               | 3:52.54 |
| Vladimir Černenko / Ruslan Naurzalijev | Uzbekistan                 | 3:59.74 |
| Zohaib Zia Hashmi / Muhammad Akram     | Pakistan                   | 4:14.86 |

3. december - Skupina 2
| Veslači                              | Država          | Čas     |
| ------------------------------------ | --------------- | ------- |
| Takehiro Kubo / Yoshimichi Nishimura | Japonska        | 3:58.84 |
| Wang Ming-Hui / Chang Chien-Hsiung   | Kitajski Tajpej | 3:59.90 |
| Mihail Taskin / Jevgenij Latipov     | Kazahstan       | 4:10.19 |
| Mohammad Sabti / Read Al-Failakawi   | Kuvajt          | 5:01.08 |

3. december - Skupina 3
| Veslači                                 | Država         | Čas     |
| --------------------------------------- | -------------- | ------- |
| Benjamin Tolentino / Jose Rodriguez     | Filipini       | 3:58.27 |
| Lok Kwan Hoi / Leung Chun Shek          | Hongkong       | 3:59.39 |
| Anil Kumar Mehrolia / Bajranglal Takhar | Indija         | 4:02.42 |
| Kim Hyon-U / Kim Myong-Nam              | Severna Koreja | 4:16.56 |

4. december - Repesaž 1
| Veslači                                | Država         | Čas     |
| -------------------------------------- | -------------- | ------- |
| Vladimir Černenko / Ruslan Naurzalijev | Uzbekistan     | 3:48.39 |
| Kim Hyon-U / Kim Myong-Nam             | Severna Koreja | 3:49.95 |
| Mihail Taskin / Jevgenij Latipov       | Kazahstan      | 4:03.41 |

4. december - Repesaž 2
| Veslači                                 | Država   | Čas     |
| --------------------------------------- | -------- | ------- |
| Anil Kumar Mehrolia / Bajranglal Takhar | Indija   | 3:53.91 |
| Zohaib Zia Hashmi / Muhammad Akram      | Pakistan | 4:05.49 |
| Mohammad Sabti / Read Al-Failakawi      | Kuvajt   | 4:52.16 |

5. december - A/B Polfinale 1
| Veslači                                | Država                     | Čas     |
| -------------------------------------- | -------------------------- | ------- |
| Su Hui / Cui Yonghui                   | Ljudska republika Kitajska | 3:27.91 |
| Vladimir Černenko / Ruslan Naurzalijev | Uzbekistan                 | 3:29.25 |
| Wang Ming-Hui / Chang Chien-Hsiung     | Kitajski Tajpej            | 3:31.55 |
| Benjamin Tolentino / Jose Rodriguez    | Filipini                   | 3:34.84 |

5. december - A/B Polfinale 1
| Veslači                                 | Država       | Čas     |
| --------------------------------------- | ------------ | ------- |
| Kim Dal-Ho / Ham Jung-Wook              | Južna Koreja | 3:31.05 |
| Anil Kumar Mehrolia / Bajranglal Takhar | Indija       | 3:33.33 |
| Takehiro Kubo / Yoshimichi Nishimura    | Japonska     | 3:38.76 |
| Lok Kwan Hoi / Leung Chun Shek          | Hongkong     | 3:39.74 |

6. december - Finale C
| Veslači                            | Država         | Čas     |
| ---------------------------------- | -------------- | ------- |
| Mihail Taskin / Jevgenij Latipov   | Kazahstan      | 3:26.04 |
| Kim Hyon-U / Kim Myong-Na          | Severna Koreja | 3:26.22 |
| Zohaib Zia Hashmi / Muhammad Akram | Pakistan       | 3:39.48 |
| Mohammad Sabti / Read Al-Failakawi | Kuvajt         | 4:04.25 |

6. december - Finale B
| Veslači                              | Država          | Čas     |
| ------------------------------------ | --------------- | ------- |
| Benjamin Tolentino / Jose Rodriguez  | Filipini        | 3:22.49 |
| Wang Ming-Hui / Chang Chien-Hsiung   | Kitajski Tajpej | 3:22.77 |
| Takehiro Kubo / Yoshimichi Nishimura | Japonska        | 3:23.98 |
| Lok Kwan Hoi / Leung Chun Shek       | Hongkong        | 3:25.77 |

6. december - Finale A
| Veslači                                 | Država                     | Čas     |
| --------------------------------------- | -------------------------- | ------- |
| Vladimir Černenko / Ruslan Naurzalijev  | Uzbekistan                 | 3:16.17 |
| Kim Dal-Ho / Ham Jung-Wook              | Južna Koreja               | 3:20.01 |
| Su Hui / Cui Yonghui                    | Ljudska republika Kitajska | 3:22.47 |
| Anil Kumar Mehrolia / Bajranglal Takhar | Indija                     | 3:25.90 |

### Lahki dvojni dvojec
3. december - Skupina 1
| Veslači                           | Država         | Čas     |
| --------------------------------- | -------------- | ------- |
| Kiran Yalamanchi / Bijender Singh | Indija         | 4:15.29 |
| Kim Kyong-Un / Pae Sang-Hyok      | Severna Koreja | 4:22.67 |
| Nguyen The Phong / Phan Thanh Hao | Vietnam        | 4:23.55 |
| Ivan Haritonov / Artjom Issupov   | Kazahstan      | 4:25.30 |

3. december - Skupina 2
| Veslači                                   | Država     | Čas     |
| ----------------------------------------- | ---------- | ------- |
| Lo Ting Wai / So Sau Wah                  | Hongkong   | 4:24.47 |
| Damir Naurzalijev / Sergej Bogdanov       | Uzbekistan | 4:30.71 |
| Ruthtanaphol Theppibal / Anupong Thainjam | Tajska     | 4:42.48 |

3. december - Skupina 3
| Veslači                              | Država   | Čas     |
| ------------------------------------ | -------- | ------- |
| Takahiro Suda / Hideki Omoto         | Japonska | 4:19.67 |
| Alvin Amposta / Nilo Cordova         | Filipini | 4:42.87 |
| Kamal Kumarapperuma / Hewa Amaradasa | Šrilanka | 6:02.42 |

3. december - Skupina 4
| Veslači                        | Država          | Čas     |
| ------------------------------ | --------------- | ------- |
| Wen Kuang-Cheng / Lin Yen-Chen | Kitajski Tajpej | 4:34.07 |
| Karim Naimat / Muhammad Akram  | Pakistan        | 4:39.84 |
| Muayied Ali / Hamza Jaber      | Irak            | 4:40.31 |

4. december - Repesaž 1
| Veslači                         | Država    | Čas     |
| ------------------------------- | --------- | ------- |
| Ivan Haritonov / Artjom Issupov | Kazahstan | 3:49.87 |
| Muayied Ali / Hamza Jaber       | Irak      | 3:52.27 |
| Alvin Amposta / Nilo Cordova    | Filipini  | 3:58.95 |

4. december - Repesaž 2
| Veslači                           | Država   | Čas     |
| --------------------------------- | -------- | ------- |
| Nguyen The Phong / Phan Thanh Hao | Vietnam  | 3:56.81 |
| Karim Naimat / Muhammad Akram     | Pakistan | 4:04.38 |

4. december - Repesaž 3
| Veslači                                   | Država         | Čas     |
| ----------------------------------------- | -------------- | ------- |
| Ruthtanaphol Theppibal / Anupong Thainjam | Tajska         | 3:50.30 |
| Kim Kyong-Un / Pae Sang-Hyok              | Severna Koreja | 4:03.26 |

4. december - Repesaž 4
| Veslači                              | Država     | Čas     |
| ------------------------------------ | ---------- | ------- |
| Damir Naurzalijev / Sergej Bogdanov  | Uzbekistan | 4:06.36 |
| Kamal Kumarapperuma / Hewa Amaradasa | Šrilanka   | 4:34.67 |

5. december - C/D Polfinale 1
| Veslači                       | Država         | Čas     |
| ----------------------------- | -------------- | ------- |
| Kim Kyong-Un / Pae Sang-Hyok  | Severna Koreja | 3:37.35 |
| Alvin Amposta / Nilo Cordova  | Filipini       | 3:44.15 |
| Karim Naimat / Muhammad Akram | Pakistan       | 3:55.35 |

5. december - C/D Polfinale 2
| Veslači                              | Država   | Čas     |
| ------------------------------------ | -------- | ------- |
| Muayied Ali / Hamza Jaber            | Irak     | 3:51.64 |
| Kamal Kumarapperuma / Hewa Amaradasa | Šrilanka | 4:12.23 |

5. december - A/B Polfinale 1
| Veslači                             | Država     | Čas     |
| ----------------------------------- | ---------- | ------- |
| Ivan Haritonov / Artjom Issupov     | Kazahstan  | 3:36.62 |
| Kiran Yalamanchi / Bijender Singh   | Indija     | 3:39.02 |
| Lo Ting Wai / So Sau Wah            | Hongkong   | 3:39.56 |
| Damir Naurzalijev / Sergej Bogdanov | Uzbekistan | 3:43.82 |

5. december - A/B Polfinale 2
| Veslači                                   | Država          | Čas     |
| ----------------------------------------- | --------------- | ------- |
| Takahiro Suda / Hideki Omoto              | Japonska        | 3:32.69 |
| Ruthtanaphol Theppibal / Anupong Thainjam | Tajska          | 3:34.23 |
| Wen Kuang-Cheng / Lin Yen-Chen            | Kitajski Tajpej | 3:40.43 |
| Nguyen The Phong / Phan Thanh Hao         | Vietnam         | 3:41.53 |

6. december - Finale D
| Veslači                              | Država   | Čas     |
| ------------------------------------ | -------- | ------- |
| Karim Naimat / Muhammad Akram        | Pakistan | 4:02.44 |
| Kamal Kumarapperuma / Hewa Amaradasa | Šrilanka | 4:08.87 |

6. december - Finale C
| Veslači                      | Država         | Čas     |
| ---------------------------- | -------------- | ------- |
| Kim Kyong-Un / Pae Sang-Hyok | Severna Koreja | 3:29.42 |
| Muayied Ali / Hamza Jaber    | Irak           | 3:34.23 |
| Alvin Amposta / Nilo Cordova | Filipini       | 3:36.96 |

6. december - Finale B
| Veslači                             | Država          | Čas     |
| ----------------------------------- | --------------- | ------- |
| Damir Naurzalijev / Sergej Bogdanov | Uzbekistan      | 3:26.18 |
| Nguyen The Phong / Phan Thanh Hao   | Vietnam         | 3:28.04 |
| Wen Kuang-Cheng / Lin Yen-Chen      | Kitajski Tajpej | 3:28.31 |
| Lo Ting Wai / So Sau Wah            | Hongkong        | 3:44.76 |

6. december - Finale A
| Veslači                                   | Država    | Čas     |
| ----------------------------------------- | --------- | ------- |
| Takahiro Suda / Hideki Omoto              | Japonska  | 3:19.29 |
| Ruthtanaphol Theppibal / Anupong Thainjam | Tajska    | 3:19.92 |
| Kiran Yalamanchi / Bijender Singh         | Indija    | 3:26.01 |
| Ivan Haritonov / Artjom Issupov           | Kazahstan | 3:30.88 |

### Četverec
3. december - Skupina 1
| Veslači                                                                | Država         | Čas     |
| ---------------------------------------------------------------------- | -------------- | ------- |
| Yu Kataoka / Yuya Higashiyama / Rokuroh Okumura / Yoshinori Sato       | Japonska       | 3:27.72 |
| Cho Il-Keun / Jun Jae-Woo / Kwon Hyuk-Jung / Han Chang-Hun             | Južna Koreja   | 3:32.42 |
| Jo Wan-Guk / Jong Hyon-Chol / Pak Song-Min / Ri Sok-Bong               | Severna Koreja | 3:35.21 |
| Vu Dinh Quyen / Nguyen Dinh Huy / Nguyen Hoang Anh / Nguyen Van Nguyen | Vietnam        | 3:45.63 |

3. december - Skupina 2
| Veslači                                                                 | Država                     | Čas     |
| ----------------------------------------------------------------------- | -------------------------- | ------- |
| Cui Yonghui / Su Hui / Zheng Chuanqi / He Yi                            | Ljudska republika Kitajska | 3:20.81 |
| Aleksandr Didrih / Vitalij Silajev / Roman Astašjov / Sergej Tjan       | Uzbekistan                 | 3:25.04 |
| Aleksandr Tremassov / Dmitrij Divkov / Ivan Štanko / Dmitrij Filimonov  | Kazahstan                  | 3:27.96 |
| Sabir Ahmed / Muhammad Asad Khan / Karim Naimat / Adeel Sultan Muhammad | Pakistan                   | 3:41.30 |

3. december - Skupina 3
| Veslači                                                                    | Država     | Čas     |
| -------------------------------------------------------------------------- | ---------- | ------- |
| Dharmesh Sangwan / Jenil Krishnan / Sukhjeet Singh / Satish Joshi          | Indija     | 3:21.03 |
| Thomas Hallatu / Sumardi Sumardi / Jamalludin Jamalludin / Iswandi Iswandi | Indonezija | 3:28.84 |
| Amin Gilanpour / Mahmoud Piltan / Arman Mokhtaba / Shahin Zarei            | Iran       | 3:46.19 |

4. december - Repesaž 1
| Veslači                                                                 | Država         | Čas     |
| ----------------------------------------------------------------------- | -------------- | ------- |
| Jo Wan-Guk / Jong Hyon-Chol / Pak Song-Min / Ri Sok-Bong                | Severna Koreja | 3:02.75 |
| Sabir Ahmed / Muhammad Asad Khan / Karim Naimat / Adeel Sultan Muhammad | Pakistan       | 3:08.50 |
| Amin Gilanpour / Mahmoud Piltan / Arman Mokhtaba / Shahin Zarei         | Iran           | 3:17.10 |

4. december - Repesaž 2
| Veslači                                                                | Država    | Čas     |
| ---------------------------------------------------------------------- | --------- | ------- |
| Aleksandr Tremassov / Dmitrij Divkov / Ivan Štanko / Dmitrij Filimonov | Kazahstan | 3:02.34 |
| Vu Dinh Quyen / Nguyen Dinh Huy / Nguyen Hoang Anh / Nguyen Van Nguyen | Vietnam   | 3:11.29 |

5. december - A/B Polfinale 1
| Veslači                                                           | Država         | Čas     |
| ----------------------------------------------------------------- | -------------- | ------- |
| Dharmesh Sangwan / Jenil Krishnan / Sukhjeet Singh / Satish Joshi | Indija         | 2:50.51 |
| Yu Kataoka / Yuya Higashiyama / Rokuroh Okumura / Yoshinori Sato  | Japonska       | 2:52.05 |
| Aleksandr Didrih / Vitalij Silajev / Roman Astašjov / Sergej Tjan | Uzbekistan     | 2:57.87 |
| Jo Wan-Guk / Jong Hyon-Chol / Pak Song-Min / Ri Sok-Bong          | Severna Koreja | 2:58.11 |

5. december - A/B Polfinale 2
| Veslači                                                                    | Država                     | Čas     |
| -------------------------------------------------------------------------- | -------------------------- | ------- |
| Cui Yonghui / Su Hui / Zheng Chuanqi / He Yi                               | Ljudska republika Kitajska | 2:52.13 |
| Thomas Hallatu / Sumardi Sumardi / Jamalludin Jamalludin / Iswandi Iswandi | Indonezija                 | 2:52.56 |
| Aleksandr Tremassov / Dmitrij Divkov / Ivan Štanko / Dmitrij Filimonov     | Kazahstan                  | 2:58.61 |
| Cho Il-Keun / Jun Jae-Woo / Kwon Hyuk-Jung / Han Chang-Hun                 | Južna Koreja               | 2:58.11 |

7. december - Finale C
| Veslači                                                                 | Država   | Čas     |
| ----------------------------------------------------------------------- | -------- | ------- |
| Vu Dinh Quyen / Nguyen Dinh Huy / Nguyen Hoang Anh / Nguyen Van Nguyen  | Vietnam  | 3:20.44 |
| Sabir Ahmed / Muhammad Asad Khan / Karim Naimat / Adeel Sultan Muhammad | Pakistan | 3:30.01 |
| Amin Gilanpour / Mahmoud Piltan / Arman Mokhtaba / Shahin Zarei         | Iran     | 3:33.80 |

7. december - Finale B
| Veslači                                                                | Država         | Čas     |
| ---------------------------------------------------------------------- | -------------- | ------- |
| Aleksandr Didrih / Vitalij Silajev / Roman Astašjov / Sergej Tjan      | Uzbekistan     | 3:22.89 |
| Cho Il-Keun / Jun Jae-Woo / Kwon Hyuk-Jung / Han Chang-Hun             | Južna Koreja   | 3:24.16 |
| Alexandr Tremassov / Dmitriy Divkov / Ivan Shtanko / Dmitriy Filimonov | Kazahstan      | 3:25.11 |
| Jo Wan-Guk / Jong Hyon-Chol / Pak Song-Min / Ri Sok-Bong               | Severna Koreja | 3:27.72 |

7. december - Finale A
| Veslači                                                                    | Država                     | Čas     |
| -------------------------------------------------------------------------- | -------------------------- | ------- |
| Yu Kataoka / Yuya Higashiyama / Rokuroh Okumura / Yoshinori Sato           | Japonska                   | 3:04.48 |
| Dharmesh Sangwan / Jenil Krishnan / Sukhjeet Singh / Satish Joshi          | Indija                     | 3:08.98 |
| Thomas Hallatu / Sumardi Sumardi / Jamalludin Jamalludin / Iswandi Iswandi | Indonezija                 | 3:09.83 |
| Cui Yonghui / Su Hui / Zheng Chuanqi / He Yi                               | Ljudska republika Kitajska | 3:09.98 |

## Ženske

### Enojec
3. december - Skupina 1
| Veslači             | Država   | Čas     |
| ------------------- | -------- | ------- |
| Phuttharaksa Nikree | Tajska   | 5:08.30 |
| Yung Ka Yan         | Hongkong | 5:13.04 |
| Lim Kim Hiok        | Singapur | 5:15.80 |

3. december - Skupina 2
| Veslači         | Država                     | Čas     |
| --------------- | -------------------------- | ------- |
| Jin Ziwei       | Ljudska republika Kitajska | 4:47.30 |
| Chiang Chieh-Ju | Kitajski Tajpej            | 5:04.20 |
| Mona Al-Qanai   | Kuvajt                     | 7:36.17 |

3. december - Skupina 3
| Veslači       | Država     | Čas     |
| ------------- | ---------- | ------- |
| Ai Fukuchi    | Japonska   | 4:52.53 |
| Pere Karoba   | Indonezija | 5:10.82 |
| Dang Thi Tham | Vietnam    | 5:32.95 |

4. december - Repesaž
| Veslači       | Država   | Čas     |
| ------------- | -------- | ------- |
| Lim Kim Hiok  | Singapur | 3:56.23 |
| Dang Thi Tham | Vietnam  | 4:07.59 |
| Mona Al-Qanai | Kuvajt   | 4:33.25 |

5. december - A/B Polfinale 1
| Veslači             | Država          | Čas     |
| ------------------- | --------------- | ------- |
| Phuttharaksa Nikree | Tajska          | 3:38.67 |
| Ai Fukuchi          | Japonska        | 3:39.63 |
| Chiang Chieh-Ju     | Kitajski Tajpej | 3:44.21 |
| Lim Kim Hiok        | Singapur        | 3:49.40 |

5. december - A/B Polfinale 2
| Veslači       | Država                     | Čas     |
| ------------- | -------------------------- | ------- |
| Jin Ziwei     | Ljudska republika Kitajska | 3:32.52 |
| Pere Karoba   | Indonezija                 | 3:50.31 |
| Yung Ka Yan   | Hongkong                   | 3:58.72 |
| Dang Thi Tham | Vietnam                    | 4:05.88 |

7. december - Finale B
| Veslači         | Država          | Čas     |
| --------------- | --------------- | ------- |
| Chiang Chieh-Ju | Kitajski Tajpej | 4:30.55 |
| Lim Kim Hiok    | Singapur        | 4:33.77 |
| Yung Ka Yan     | Hongkong        | 4:58.69 |
| Dang Thi Tham   | Vietnam         | 5:05.16 |

7. december - Finale A
| Veslači             | Država                     | Čas     |
| ------------------- | -------------------------- | ------- |
| Jin Ziwei           | Ljudska republika Kitajska | 4:01.68 |
| Ai Fukuchi          | Japonska                   | 4:09.09 |
| Pere Karoba         | Indonezija                 | 4:27.76 |
| Phuttharaksa Nikree | Tajska                     | 4:42.52 |

### Lahki enojec
3. december - Skupina 1
| Veslači             | Država       | Čas     |
| ------------------- | ------------ | ------- |
| Yuki Tamagawa       | Japonska     | 5:07.43 |
| Lee Ka Man          | Hongkong     | 5:11.43 |
| Phuttharaksa Nikree | Tajska       | 5:20.69 |
| Ji Yoo-Jin          | Južna Koreja | 5:24.28 |

3. december - Skupina 2
| Veslači              | Država                     | Čas     |
| -------------------- | -------------------------- | ------- |
| Xu Dongxiang         | Ljudska republika Kitajska | 4:48.80 |
| Ro Kum-Suk           | Severna Koreja             | 5:06.59 |
| Aleksandra Opačanova | Kazahstan                  | 5:10.40 |

3. december - Skupina 3
| Veslači         | Država     | Čas     |
| --------------- | ---------- | ------- |
| Zarrina Ganieva | Uzbekistan | 5:27.48 |
| Lim Kim Hiok    | Singapur   | 6:11.92 |
| Alia Qali       | Kuvajt     | 8:06.38 |

4. december - Repesaž
| Veslači              | Država       | Čas     |
| -------------------- | ------------ | ------- |
| Phuttharaksa Nikree  | Tajska       | 3:43.29 |
| Ji Yoo-Jin           | Južna Koreja | 3:45.42 |
| Aleksandra Opačanova | Kazahstan    | 3:45.67 |
| Alia Qali            | Kuvajt       | 4:16.65 |

5. december - A/B Polfinale 1
| Veslači             | Država                     | Čas     |
| ------------------- | -------------------------- | ------- |
| Xu Dongxiang        | Ljudska republika Kitajska | 3:30.80 |
| Phuttharaksa Nikree | Tajska                     | 3:35.42 |
| Yuki Tamagawa       | Japonska                   | 3:38.07 |
| Lim Kim Hiok        | Singapur                   | 3:38.22 |

5. december - A/B polfinale 2
| Veslači         | Država         | Čas     |
| --------------- | -------------- | ------- |
| Ro Kum-Suk      | Severna Koreja | 3:33.39 |
| Lee Ka Man      | Hongkong       | 3:35.48 |
| Zarrina Ganieva | Uzbekistan     | 3:38.17 |
| Ji Yoo-Jin      | Južna Koreja   | 3:44.96 |

7. december - Finale C
| Veslači              | Država    | Čas     |
| -------------------- | --------- | ------- |
| Aleksandra Opačanova | Kazahstan | 4:26.67 |
| Alia Qali            | Kuvajt    | 4:58.68 |

7. december - Finale B
| Veslači         | Država       | Čas     |
| --------------- | ------------ | ------- |
| Ji Yoo-Jin      | Južna Koreja | 4:21.80 |
| Yuki Tamagawa   | Japonska     | 4:26.53 |
| Zarrina Ganieva | Uzbekistan   | 4:35.65 |
| Lim Kim Hiok    | Singapur     | 4:38.62 |

7. december - Finale A
| Veslači             | Država                     | Čas     |
| ------------------- | -------------------------- | ------- |
| Xu Dongxiang        | Ljudska republika Kitajska | 4:10.28 |
| Lee Ka Man          | Hongkong                   | 4:12.90 |
| Phuttharaksa Nikree | Tajska                     | 4:18.96 |
| Ro Kum-Suk          | Severna Koreja             | 4:59.03 |

### Dvojni dvojec
3. december - 1. skupina
| Veslači                                       | Država         | Čas     |
| --------------------------------------------- | -------------- | ------- |
| Bussayamas Phaengkathok / Phuttharaksa Nikree | Tajska         | 4:36.93 |
| Kim Hyang-Sun / Kwom Yu-Ran                   | Severna Koreja | 4:47.47 |
| Marija Filimonova / Inga Dudčenko             | Kazahstan      | 4:47.70 |

3. december - 2. skupina
| Veslači                       | Država                     | Čas     |
| ----------------------------- | -------------------------- | ------- |
| Tian Liang / Li Qin           | Ljudska republika Kitajska | 4:24.62 |
| Kim Ok-Kyung / Shin Yeong-Eun | Južna Koreja               | 4:40.29 |

4. december - Repesaž
| Veslači                           | Država         | Čas     |
| --------------------------------- | -------------- | ------- |
| Kim Ok-Kyung / Shin Yeong-Eun     | Južna Koreja   | 4:24.80 |
| Marija Filimonova / Inga Dudčenko | Kazahstan      | 4:31.66 |
| Kim Hyang-Sun / Kwom Yu-Ran       | Severna Koreja | 4:36.39 |

6. december - Finale
| Veslači                                       | Država                     | Čas     |
| --------------------------------------------- | -------------------------- | ------- |
| Tian Liang / Li Qin                           | Ljudska republika Kitajska | 3:41.84 |
| Kim Ok-Kyung / Shin Yeong-Eun                 | Južna Koreja               | 3:48.15 |
| Marija Filimonova / Inga Dudčenko             | Kazahstan                  | 3:49.92 |
| Bussayamas Phaengkathok / Phuttharaksa Nikree | Tajska                     | 4:00.15 |

### Lahki dvojni dvojec
3. december - 1. skupina
| Veslači                    | Država                     | Čas     |
| -------------------------- | -------------------------- | ------- |
| Yu Hua / Yan Shimin        | Ljudska republika Kitajska | 4:34.55 |
| Kim Ok-Bong / Pak Ok-Ju    | Severna Koreja             | 5:01.86 |
| Lu Ming-Chen / Liu Yu-Hsin | Kitajski Tajpej            | 5:10.01 |

3. december - 2. skupina
| Veslači                                       | Država     | Čas     |
| --------------------------------------------- | ---------- | ------- |
| Akiko Iwamoto / Eri Wakai                     | Japonska   | 4:30.45 |
| Sevara Ganieva / Zarrina Ganieva              | Uzbekistan | 4:57.93 |
| Phuttharaksa Nikree / Bussayamas Phaengkathok | Tajska     | 5:23.25 |

4. december - Repesaž
| Veslači                                       | Država          | Čas     |
| --------------------------------------------- | --------------- | ------- |
| Phuttharaksa Nikree / Bussayamas Phaengkathok | Tajska          | 4:20.20 |
| Sevara Ganieva / Zarrina Ganieva              | Uzbekistan      | 4:24.46 |
| Lu Ming-Chen / Liu Yu-Hsin                    | Kitajski Tajpej | 4:31.84 |
| Kim Ok-Bong / Pak Ok-Ju                       | Severna Koreja  | 4:32.80 |

6. december - Finale B
| Veslači                    | Država          | Čas     |
| -------------------------- | --------------- | ------- |
| Lu Ming-Chen / Liu Yu-Hsin | Kitajski Tajpej | 4:04.49 |
| Kim Ok-Bong / Pak Ok-Ju    | Severna Koreja  | 4:15.03 |

6. december - Finale A
| Veslači                                       | Država                     | Čas     |
| --------------------------------------------- | -------------------------- | ------- |
| Sevara Ganieva / Zarrina Ganieva              | Uzbekistan                 | 3:44.54 |
| Akiko Iwamoto / Eri Wakai                     | Japonska                   | 3:46.03 |
| Phuttharaksa Nikree / Bussayamas Phaengkathok | Tajska                     | 3:47.00 |
| Yu Hua / Yan Shimin                           | Ljudska republika Kitajska | 3:48.14 |

### Četverec
3. december - 1. skupina
| Veslači                                                      | Država                     | Čas     |
| ------------------------------------------------------------ | -------------------------- | ------- |
| Cheng Ran / Yu Chengxi / Gao Yanhua / Mu Suli                | Ljudska republika Kitajska | 4:23.04 |
| Kim Soon-Rye / Im Eun-Seon / Eom Mi-Seon / Mim Su-Hyoun      | Južna Koreja               | 4:34.18 |
| Cao Thi Tuyet / Dang Thi Tham / Tran Thi Sam / Mai Thi Dung  | Vietnam                    | 4:46.00 |
| Mina Amini / Sahra Zolghadr / Minoo Zargari / Saba Shayesteh | Iran                       | 5:50.60 |

3. december - 2. skupina
| Veslači                                                                      | Država          | Čas     |
| ---------------------------------------------------------------------------- | --------------- | ------- |
| Kang Kum-Sun / Kim Ok-Bun / Kim Ryon-Ok / Yu Sun-Ok                          | Severna Koreja  | 4:37.56 |
| Khatun Munshadi / Mamata Jena / Swathy Sanjay Madipakkam / Pravasini Dwibedy | Indija          | 4:43.29 |
| Inga Dudčenko / Tatjana Feklistova / Svetlana Germanovič / Marija Filimonova | Kazahstan       | 4:45.13 |
| Tsai Chia-Ying / Hsieh Li-Chun / Lin Pei-Yin / Yu Chen-Chun                  | Kitajski Tajpej | 4:49.12 |

4. december - repesaž
| Veslači                                                                      | Država          | Čas     |
| ---------------------------------------------------------------------------- | --------------- | ------- |
| Tsai Chia-Ying / Hsieh Li-Chun / Lin Pei-Yin / Yu Chen-Chun                  | Kitajski Tajpej | 4:02.49 |
| Cao Thi Tuyet / Dang Thi Tham / Tran Thi Sam / Mai Thi Dung                  | Vietnam         | 4:02.99 |
| Inga Dudčenko / Tatjana Feklistova / Svetlana Germanovič / Marija Filimonova | Kazahstan       | 4:04.59 |
| Mina Amini / Sahra Zolghadr / Minoo Zargari / Saba Shayesteh                 | Iran            | 5:01.56 |

5. december - A/B polfinale 1
| Veslači                                                                      | Država                     | Čas     |
| ---------------------------------------------------------------------------- | -------------------------- | ------- |
| Cheng Ran / Yu Chengxi / Gao Yanhua / Mu Suli                                | Ljudska republika Kitajska | 3:40.06 |
| Cao Thi Tuyet / Dang Thi Tham / Tran Thi Sam / Mai Thi Dung                  | Vietnam                    | 3:54.22 |
| Khatun Munshadi / Mamata Jena / Swathy Sanjay Madipakkam / Pravasini Dwibedy | Indija                     | 4:02.93 |

5. december - A/B polfinale 2
| Veslači                                                     | Država          | Čas     |
| ----------------------------------------------------------- | --------------- | ------- |
| Kim Soon-Rye / Im Eun-Seon / Eom Mi-Seon / Mim Su-Hyoun     | Južna Koreja    | 3:44.70 |
| Kang Kum-Sun / Kim Ok-Bun / Kim Ryon-Ok / Yu Sun-Ok         | Severna Koreja  | 3:47.62 |
| Tsai Chia-Ying / Hsieh Li-Chun / Lin Pei-Yin / Yu Chen-Chun | Kitajski Tajpej | 3:47.91 |

6. december - Finale B
| Veslači                                                                      | Država          | Čas     |
| ---------------------------------------------------------------------------- | --------------- | ------- |
| Tsai Chia-Ying / Hsieh Li-Chun / Lin Pei-Yin / Yu Chen-Chun                  | Kitajski Tajpej | 3:47.83 |
| Khatun Munshadi / Mamata Jena / Swathy Sanjay Madipakkam / Pravasini Dwibedy | Indija          | 3:57.31 |
| Mina Amini / Sahra Zolghadr / Minoo Zargari / Saba Shayesteh                 | Iran            | 4:43.68 |
| Inga Dudčenko / Tatjana Feklistova / Svetlana Germanovič / Marija Filimonova | Kazahstan       | DNS     |

6. december - Finale A
| Veslači                                                     | Država                     | Čas     |
| ----------------------------------------------------------- | -------------------------- | ------- |
| Cheng Ran / Yu Chengxi / Gao Yanhua / Mu Suli               | Ljudska republika Kitajska | 3:28.18 |
| Kang Kum-Sun / Kim Ok-Bun / Kim Ryon-Ok / Yu Sun-Ok         | Severna Koreja             | 3:33.10 |
| Kim Soon-Rye / Im Eun-Seon / Eom Mi-Seon / Mim Su-Hyoun     | Južna Koreja               | 3:33.11 |
| Cao Thi Tuyet / Dang Thi Tham / Tran Thi Sam / Mai Thi Dung | Vietnam                    | 3:38.02 |